# 한호
한호(韓濩, 1543년 11월 15일 ~ 1605년 7월 1일)는 조선 중기의 문신·서예가, 시인이다. 곡산 군수 한대기(韓大基)의 현손이자 한세관(韓世寬)의 손자이며, 학자 한언공(韓彦恭)의 아들이며, 한민정(韓敏政)의 아버지이다. 최립과는 인척 관계에 있다. 오준의 서예 스승이다. 신희남(愼喜男), 청송 성수침(聽松 成守琛), 휴암 백인걸(休庵 白仁傑)의 문인이다.

## 주요 이력
본관은 안변(安邊) 혹은 삼화(三和), 자는 경홍(景洪), 호는 석봉(石峯)·청사(淸沙)이다. 후세에 서예의 명인이라 불렸으며, 명나라의 명필가 주지향(朱之香)은 한호를 가리켜 “왕희지(王羲之) 및 안진경(顔眞卿)과 우열을 가리기가 매우 어렵다”라고 비유할 정도로 글 솜씨가 뛰어났다고 전해진다.
1567년(명종 22) 25세 때 식년과 진사시(進士試)에 3등으로 합격하고 관직에 올라 와서별제, 사헌부감찰, 호조, 형조, 공조정랑 등을 역임했다. 그는 명나라에 사신이 파견될 때 수행원으로 명나라에 다녀왔으며, 명나라에서 사신이 파견될 때에도 수행원으로 명나라 사신을 접견했다. 1605년 4월 16일 선무원종공신(宣武原從功臣) 1등에 녹훈되고, 같은 날 호성원종공신(扈聖原從功臣) 1등에 녹훈되었으며, 사후 증 호조참의에 추증되었다.

## 생애

### 생애 초반
한호는 1543년 11월 15일에 경기도 개성부에서 태어났다.아버지는 한언공이고 어머니는 백인당(白忍堂) 백씨(白氏)이며, 할아버지는 병조정랑 한세관이다. 그가 태어나자 한 점술가가 말하기를 옥토끼가 동방에 태어났으니, 낙양(洛陽)의 종이 가격이 높아지겠다. 이 아이는 반드시 글씨를 잘 쓰는 것으로 이름날 것이다(玉兔生東, 高洛陽之紙價)라는 예언을 했다 한다.
아버지는 생전에 관직이 없었고 사후에 한석봉이 원종공신에 녹훈된 공로로 증 호조참판 겸 의금부동지사에 추증되었다. 3세에 아버지를 여의고 조부에게 글을 배웠으나 15세에 조부까지 여의었다. 이후 집안의 살림이 매우 가난하였다. 반계 유형원의 동국여지지(東國輿地志)에 의하면 한호는 어려서 꿈에 꿈에 왕희지(王羲之)에게서 글씨를 선물받는 꿈을 꾸었다 한다. 한호의 묘비문에 의하면 꿈에 왕희지가 나타나 그에게 필법을 전수해주는 꿈을 두 번 꾸었다 한다. 그 뒤로 글씨 연습을 계속 하였다. 12세에 영계 신희남(瀯溪 愼喜男)의 문하에 들어가 글을 배웠다.
나중에 신희남은 한호를 자신의 스승 청송 성수침(聽松 成守琛), 휴암 백인걸(休庵 白仁傑)에게 추천, 성수침의 문하와 백인걸의 문하에 출입하며 20세까지 글과 성리학 학문을 배웠다.
그는 인척인 최립(崔岦)과 가까이 지냈는데, 최립의 문집 간이집에는 한호와 주고받은 글, 편지, 시 등이 일부 실려 있다. 그는 사람이 중후하고 술을 잘 마셨다. 이정귀에 의하면 한호는 술을 마셨다 하면 도도한 주흥(酒興)에 겨워 자적하며 시를 읊고 글씨를 쓰느라 시간 가는 줄 몰랐다 한다. 그는 성품이 너그럽고 남을 시기하는 마음이 적어 비록 남의 잘잘못을 입에 올리지는 않았다. 그러나 자신의 마음에 들지 않으면 부드러운 말로 남의 비위를 맞추지 않았다 한다.

### 관료 생활
1567년(명종 22) 25세 때 식년과 진사시(進士試)에 3등으로 합격하였다. 그 후 그는 1583년(선조 16) 와서별제(瓦署別提), 사헌부 감찰(司憲府監察)을 역임하고, 통례원 인의(引儀), 사포서사포(司圃), 북부 사도(北部司䆃), 사재감 주부, 사헌부 감찰(監察), 한성부 판관, 호조(戶曹)ㆍ형조(刑曹)ㆍ공조(工曹)의 정랑(正郞), 종친부 전부(典簿), 찬의(贊儀) 등을 역임했다. 그는 글씨를 잘 쓴다 하여 미암 유희춘의 추천을 받기도 했다.
1572년(선조 5년) 명나라에 파견되는 원접사(遠接使) 임당(林塘) 정유길(鄭惟吉)의 수행원으로 명나라에 다녀왔다.
1581년 주청사의 수행원으로 명나라에 다녀왔으며 귀국 후 1582년(선조 15년) 율곡 이이가 명나라에 사신으로 다녀올 때 다시 수행원으로 선발되어 명나라 연경을 다녀왔다.
1588년 주부(主簿)를 지냈다. 1591년 조선을 방문한 명나라 사신 원접사의 사자관(寫字官)이 되어 이들을 접견했다. 1591년 광국원종공신에 녹훈되었다. 1592년(선조 25년) 임진왜란 때는 선조의 어가가 의주로 파천할 때 수행하였다. 이때 그는 사보로 왕의 행재소(行在所)에 가서 문서관계의 일을 맡았으며, 그해 8월 사헌부감찰이 되었다. 정랑으로 재직 중 1593년 11월 10일 명나라에 주청사로 파견되는 최립의 수행원이 되어 명나라 연경을 방문, 이듬해 초 귀국하였다. 1599년(선조 32년) 천거로 세자익위사 사어(司禦)에 제수되었다. 이후 가평군수(加平君守)가 되었다.
한호는 사자관(寫字官)으로서 국가의 주요 문서 및 외교 문서를 도맡아 작성하며 지냈는데, 그 동안 사신을 따라 몇 차례 명나라에 다녀왔다. 사신을 따라 명나라에 갈 때마다 한호는 연석이 벌어진 자리에서 특유의 정교한 필법으로 글씨를 써서 동방 최고의 명필로 아낌 없는 칭송을 들었으며, 명나라의 여러 고위 관료들로부터 종종 왕희지와 비교하는 평판을 들었다. 또한 그는 공조와 형조의 현판, 대성전(大成殿)의 판액을 쓰기도 했다.
선조는 한호가 쓴 글씨를 항상 벽에 걸어두고 감상하였으며, 임진왜란과 정유재란 때 조선을 도우러 왔던 명나라 제독 이여송(李如松)·마귀(麻貴) 등도 한호에게 친필을 부탁하여 얻어 가지고 갔다고 전해진다.

### 생애 후반
1601년 차역(差役)과 세금 징수를 잘 처리하지 못해 사헌부의 탄핵을 받았으나, 선조 임금이 추고하고 무마시켰다. 1601년 명나라에 동지사가 파견될 때, 서장관 이정귀의 수행원으로 연경에 다녀왔다. 귀국 후 흡곡현령(谷縣縣令)으로 부임했으며, 1604년 공신 녹권(錄券)을 필사할 때 한성부로 소환 녹권 필사를 맡았으나, 싫어하는 기색을 드러내고 고의로 글씨를 잘못썼다 하여 사헌부의 탄핵을 받고 파직되었다. 그해 11월  존숭도감 서사관(尊崇都監書寫官)이 되어 존숭 도감(尊崇都監)의 글씨를 필사한 공로로 아마(어린 말) 1필을 선물로 받았다.
1605년 4월 16일 선무원종공신(宣武原從功臣) 1등에 녹훈되고, 같은 날 호성원종공신(扈聖原從功臣) 1등에 녹훈되었다. 1605년 7월 1일에 사망하였다.

### 사후
한편 그의 글씨를 탐내는 이들이 많았는데, 이덕형(李德泂)의 수필집 《죽창한화(竹窓閑話)》에 의하면 그의 아들, 형제 중 그의 필적을 가진 자가 있으면 타인에게 빼앗겼다 한다.
원종공신에 책록되어 사후 증직으로 증 호조 참의(戶曹參議)에 추증되었다. 황해도 금천군 안신리(현, 황해북도 토산군 석봉리) 석봉산 해좌원에 매장되었다. 묘비문은 월사 이정구(李廷龜)가 짓고, 글씨는 이진검(李眞儉)이 썼는데 현재 존재하는 비석은 1716년(숙종 42년)에 세워진 것이며 6대손 한탁의 글씨로 썼다.

## 일화

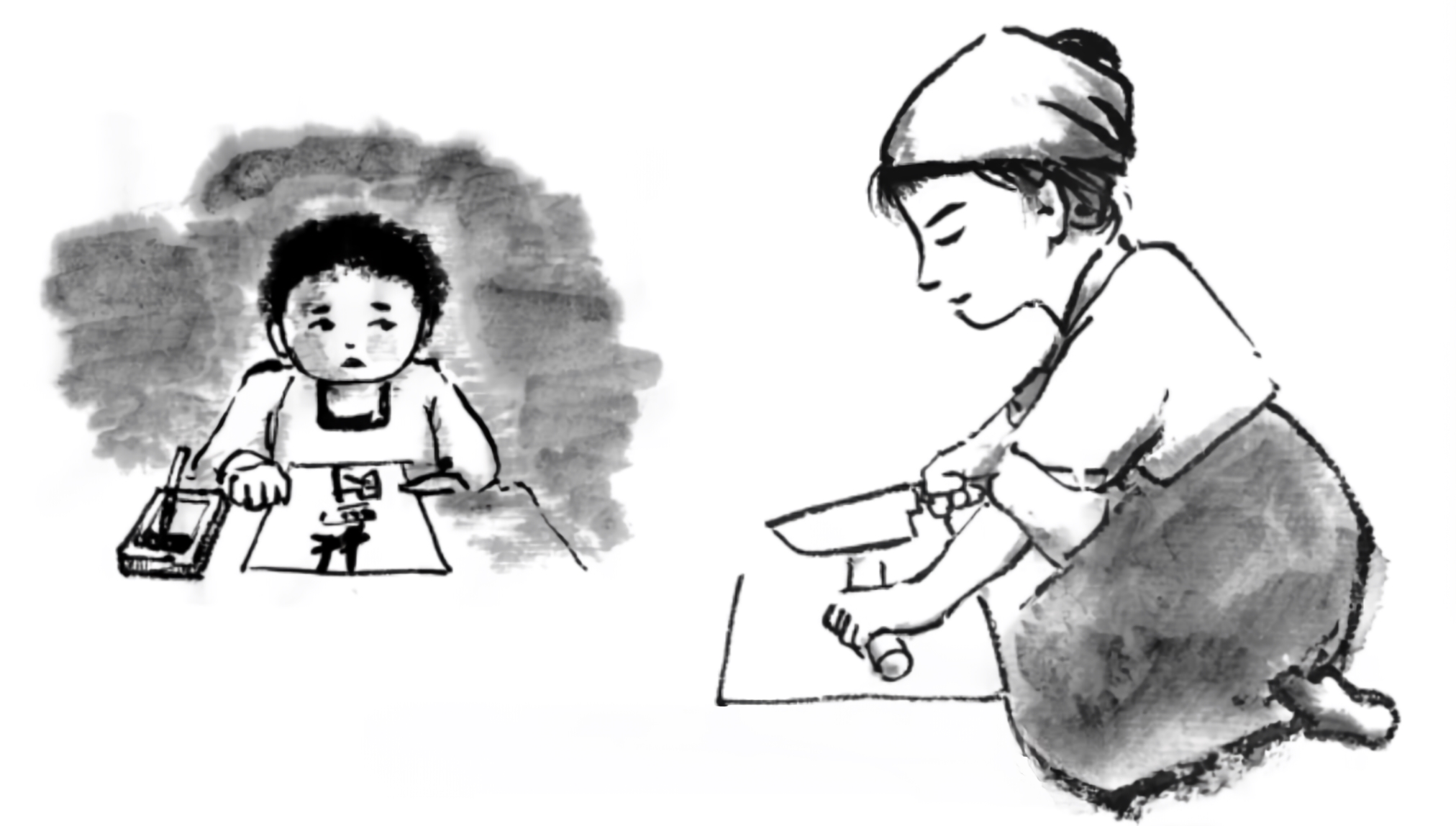
한석봉과 어머니를 주제로 한 수묵화 (타타오 캘리아트 제작)

어려서부터 스스로 붓글씨를 익혔으며, 타고난 천재에다 피나는 수련을 쌓았으므로 해·행·진·초(楷行眞草)의 각체가 모두 묘경에 이르렀다. 그는 돈이 없어서 서당을 다니기는커녕 먹과 종이도 살 수가 없었다. 그래서 항아리나 돌 위에 손에 물을 찍어서 글씨 연습을 하였으며, 매일같이 꾸준히 연습하자 글씨를 쓰는 솜씨가 차츰 나아지면서 마을 사람들에게 칭찬을 받았다. 이에 그 어머니는 한호를 유명한 절로 들여보내 공부를 하게 하였는데, 한호의 스승인 승려는 한호를 가르치면서 날이 갈수록 실력이 늘어가는 그의 글 솜씨에 감탄해 마지 않았다.
절에 들어가 공부를 한 지 3년 후, 어느 날 한호는 어머니가 너무나도 보고 싶어서 밤에 몰래 절에서 빠져나와 집으로 찾아왔다. 돌아와서 이미 공부를 많이 해 더는 배울 것이 없다고 하자 어머니는 한호를 불을 끈 어두운 방 안으로 들어오게 한 뒤 자신은 칼로 떡을 썰고 한호는 글씨를 붓으로 쓰게 하여 둘의 솜씨를 비교해 보자고 하였다. 불을 켜고 보니 어머니가 썬 떡은 크기나 두께가 모두 똑같아 보기가 좋았는데, 한호가 쓴 글씨는 서로 크기가 제각각이고 모양이 비뚤비뚤하여 보기가 흉했다. 이에 어머니는 한호를 엄하게 질책하며 자신의 떡처럼 눈을 감고도 글씨를 고르게 쓸 수 있게 되기 전까지는 집에 올 생각을 하지 말라고 엄명을 하여 한호를 다시 돌려보내 공부하게 하였다는 이야기가 널리 전해 내려져 오고 있다.

## 석봉 서체의 특징 및 평가

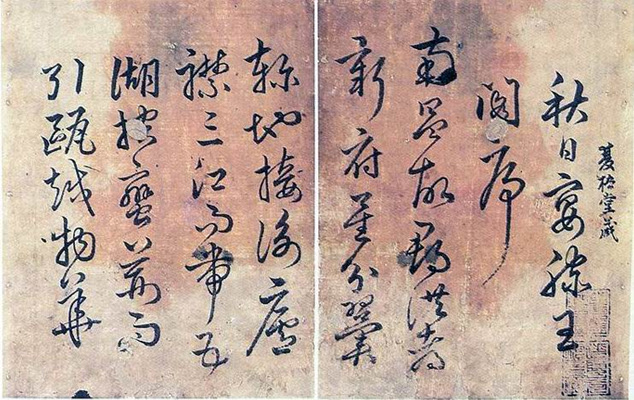
한호의 증류여장서첩

한호는 왕희지와 안진경의 필법을 익혔으며, 거기에서 그치지 않고 계속 뛰어난 평필가들의 필법을 연구하여 해서, 행서, 초서 등에 모두 뛰어나게 되었다. 석봉 서체의 특징은 그가 조송설(趙松雪)체를 쓰면서도 자기 독특한 체풍(體風)을 세운 데 있다. 그렇게 한호는 그때까지 중국의 서체와 서풍을 모방하던 풍조를 깨뜨리고 독창적인 경지를 개척하여 석봉류의 호쾌하고 강건한 서풍을 만들어냈다.
엄주(弇州) 왕세정(王世貞)은 〈필담(筆談)〉에서 석봉의 글씨를 가리켜 “성난 사자가 바위를 갉아내고, 목마른 천리마가 내로 달리는 것같이 힘차다.”라고 했으며, 명나라 한림 주지번(朱之番)은 “석봉의 글씨는 능히 왕우군(王右軍)·안진경(顔眞卿)과 어깨를 겨눌 만하다.”라고 하였다.
선조도 그의 대자(大字)를 보고 “기(奇)하고 장(壯))하기 한량없는 글씨”라고 찬탄하면서 중사(中使)를 보내어 그 집에 연회를 베풀었다. 이어 선조는 한벽(閑僻)한 고을 군수에 임명하면서 “필법을 후세에 전하게 하고자 하니 권태로울 때는 구태여 쓰지 마라. 게을리도 말고 서둘지도 마라.”라고 타일렀으며, 선조 친필로 〈醉裡乾坤 筆奪造化(취리건곤 필탈조화)〉의 8자를 써 주었다.
그는 안평대군(安平大君)·김구(金絿)·양사언(楊士彦)과 함께 조선 초기의 4대 서가(四大書家)로 꼽힌다. 또한 한호의 글씨는 현재까지 전해지는 친필 진본이 거의 없으나 석봉서법이라든가 석봉천자문과 같은 책이 모간본으로 전해지고 있어 그의 흔적들 더듬어 보게 한다. 그러나 그의 글씨로 비문이 많이 남아 있어 탁본으로 유행하고 있다.
작시(作詩)에 능한 차천로, 작문에 능한 최립과 함께 송도삼절로 불린다.

## 가족 관계
- 할아버지 : 한세관(韓世寬, 1486년 ~ 1557년 12월 21일)
- 할머니 : 통천최씨(? ~ 1538년 11월 11일)
  - 아버지 : 한언공(韓彦恭, 1524년  ~ 1546년 12월 29일)
  - 어머니 : 홍주 백씨(? ~ 1575년 1월 25일), 장사랑 화담 백옥근(花潭 白玉根)의 딸
    - 형 : 한부(韓溥, 1539년 ~ ?)
    - 동생 : 한제(韓濟, 1547년 ~ 1635년)
    - 동생 : 한택(韓澤)
    - 동생 : 한연(韓演)

  - 부인 : 강릉 최씨(? ~ 1633년 6월 12일), 최담(崔湛)의 딸
    - 장남 : 한민정(韓敏政, 1567년 ~ 1637년 1월 7일)
    - 며느리 : 교하노씨(? ~ 1679년 5월 7일, 노수복(盧壽福)의 딸
      - 손자 : 한장(韓樟)
      - 손자 : 한기(韓杞, 1596년 ~ 1673년 11월 27일)
      - 손자 : 한재(韓榟)
      - 손녀사위 :	조석지(趙錫之)
      - 손녀사위 :전찬(田穳)

    - 딸 : 한씨
    - 사위 : 	임정민(林廷敏)
- 장인 : 최담(崔湛)
- 장모 : 초계 정씨, 정현(鄭賢)의 딸

## 연관인물
- 선조
- 최립
- 차천로
- 이정귀

## 관련 작품
- 영화,《한석봉》 (1963년, 배우:김진규)
- 드라마,《불멸의 이순신》 (KBS1 방송, 2004년~2005년, 배우:박동빈)

## 관련 문화재
- 한석봉증유여장서첩 - 보물  제1078호
- 무주 한풍루 - 전라북도 유형문화재 제19호
- 《서경덕신도비》
- 《행주승전비》